# Migron
Migron fou una ciutat de la tribu de Benjamí, situada al límit de Gibeah, famosa pels seus magraners. Fou dels filisteus i va passar després als israelites. Posteriorment és un lloc d'avançada israelià a Cisjordània, situat a 2 km d'un antic lloc avançat amb el mateix nom, que es va traslladar al seu lloc actual el 2 de setembre de 2012. El lloc avançat es trobava 14 quilòmetres al nord. de Jerusalem, va caure sota la jurisdicció del Consell Regional de Mateh Binyamin. Va ser el lloc avançat més gran d'aquest tipus, amb una població de 300 habitants. El consell diu que es va fundar el 1999 i es va refundar el 2001, en terrenys registrats abans de 1967 pels vilatans de Burqa. El govern israelià va aportar NIS amb 4,3 milions del Ministeri de Construcció i Habitatge per construir Migron. La comunitat internacional considera els assentaments israelians a Cisjordània il·legals segons el dret internacional, mentre que els llocs avançats israelians, com Migron, es consideren il·legals no només sota dret internacional però també sota la llei israeliana.
En resposta a una petició presentada el 2006 per Peace Now, la Tribunal Superior de Justícia d'Israel va dictaminar el 2 d'agost de 2011 que Migron va ser construïda il·legalment en terres pertanyents a palestins i va ordenar a Israel desmantellar el lloc avançat a l'abril de 2012. El govern israelià va decidir no obeir l'ordre judicial i, en canvi, va perseguir un acord amb els colons que els va donar temps per endarrerir el trasllat fins al 30 de novembre de 2015. No obstant això, el 25 de març de 2012 l'Alt Tribunal va reafirmar la seva decisió anterior, assenyalant que el govern havia admès que estava construït sobre propietat privada. terra palestina, i va ordenar la FDI per evacuar Migron abans de l'1 d'agost de 2012, tot deixant clar que aquesta sentència judicial és una obligació, no una opció. El 2 de setembre de 2012 es va completar l'evacuació de Migron, després que els veïns havien va acordar traslladar-se a un nou emplaçament a uns centenars de metres al sud de l'antic emplaçament. El lloc, construït pel govern a gran pressa, consta de 50 unitats d'habitatges prefabricats construïdes en terrenys estatals i té l'estatus d'assentament aprovat pel govern.